# Regionalbus Braunschweig

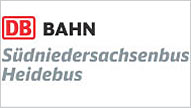
Logo DB BAHN Heidebus Südniedersachsenbus

Altes Logo der RBB

Die Regionalbus Braunschweig GmbH (kurz RBB) betreibt Linienverkehr im nordöstlichen, südöstlichen und südlichen Niedersachsen. Sie ging aus den damaligen Bahnbus- und Postbusdiensten in den genannten Gebieten Niedersachsens hervor und ist heute ein Tochterunternehmen der DB Regio AG.
Das Verkehrsgebiet der RBB erstreckt sich vom Landkreis Uelzen bis in den Landkreis Lüchow-Dannenberg hinein, auf die Räume Hameln und Holzminden sowie den Landkreis Göttingen. Hinzu kommen die Regionen um Northeim und Baddeckenstedt.

## Geschichte
Der Bahnbus ersetzte unrentable Eisenbahnstrecken wie z. B. die Braunschweig-Schöninger Eisenbahn.
Bis zum 31. Oktober 1982 stand der Busbetrieb unter der Leitung der Bundesbahndirektion Hannover. Am 1. November 1982 wurde dieser dann in GBB Braunschweig (Geschäftsbereich Bahnbus) umbenannt. Am 1. Dezember 1983 übernahm die Bundesbahn den Postbus-Linienverkehr der Postämter Clausthal-Zellerfeld, Bad Harzburg, Goslar und Salzgitter-Bad im Süden sowie Wolfsburg und Uelzen im Norden. Infolge der bundesweiten Umwandlung der Bahnbusbetriebe in eigenständige Gesellschaften wurde am 1. November 1989 die Regionalbus Braunschweig GmbH – kurz RBB – gegründet.
Im Zuge der Privatisierung der Deutschen Bahn gingen die Regionalbusgesellschaften in die DB Regio AG über. Am 8. Oktober 2004 wurde die RBB in das Gemeinschaftsunternehmen intalliance AG mit der Üstra Hannover eingebracht. Nach der Auflösung der Intalliance AG im beiderseitigen Einverständnis von üstra und DB Regio ist die RBB seit 1. Januar 2007 wieder ein 100-prozentiges Tochterunternehmen von DB Regio unter dem Dach von DB Regio Bus.
Um die regionale Verankerung deutlicher zu machen, präsentiert die RBB sich seit dem 1. Oktober 2008 unter den Namen Heidebus im nordöstlichen Niedersachsen und als Südniedersachsenbus im übrigen Verkehrsgebiet.
Zum April 2019 verlor die RBB 17 Linien im Gebiet Seesen/Salzgitter-Bad/Goslar/Bad Harzburg an die zu diesem Zweck formierte Gesellschaft HarzBus.

## Tochterunternehmen
- Haller Busbetrieb GmbH, Walsrode (seit dem 1. Juli 2005 eine 100%ige Tochtergesellschaft der RBB)